# اینقانا
اینقانا (به اسپانیایی: Inqhana) یک کوه در پرو است که در Peru, Huancavelica Region واقع شده‌است. اینقانا ۵٬۰۵۰ متر بالاتر از سطح دریا واقع شده‌است.